# 梭园蛛
梭园蛛（学名：Araneus cercidius）为园蛛科园蛛属的动物。在中国大陆，分布于内蒙古等地。该物种的模式产地在内蒙古呼伦贝尔盟。